# Ledamöter av Europaparlamentet från Slovakien 2009–2014
Ledamöter av Europaparlamentet från Slovakien 2009–2014 förtecknar ledamöter som representerar Slovakien i Europaparlamentet under mandatperioden 2009–2014. Slovakien hade under denna mandatperiod 13 mandat..
| Namn                    | Slovenskt parti                                                      | Grupp i Europaparlamentet | Bild | Kommentar |
| ----------------------- | -------------------------------------------------------------------- | ------------------------- | ---- | --------- |
| Edit Bauer              | Ungerska koalitionens parti                                          | EPP                       |      |           |
| Monika Flašíková-Beňová | Riktning – socialdemokrati                                           | S&D                       |      |           |
| Sergej Kozlík           | Folkpartiet – Rörelsen för ett demokratiskt Slovakien                | ALDE                      |      |           |
| Eduard Kukan            | Slovakiska demokratiska och kristliga unionen – Demokratiska partiet | EPP                       |      |           |
| Vladimír Maňka          | Riktning – socialdemokrati                                           | S&D                       |      |           |
| Alajos Mészáros         | Ungerska koalitionens parti                                          | EPP                       |      |           |
| Miroslav Mikolášik      | Kristdemokratiska rörelsen                                           | EPP                       |      |           |
| Katarína Neveďalová     | Riktning – socialdemokrati                                           | S&D                       |      |           |
| Jaroslav Paška          | Slovakiska nationalistpartiet                                        | EFD                       |      |           |
| Monika Smolková         | Riktning – socialdemokrati                                           | S&D                       |      |           |
| Peter Šťastný           | Slovakiska demokratiska och kristliga unionen – Demokratiska partiet | EPP                       |      |           |
| Boris Zala              | Riktning – socialdemokrati                                           | S&D                       |      |           |
| Anna Záborská           | Kristdemokratiska rörelsen                                           | EPP                       |      |           |